# 京極騒乱
京極騒乱（きょうごくそうらん）は、室町時代から戦国時代にかけて近江国において起こった京極氏の家督相続を巡る御家騒動の一つ。

## 概略
文明2年（1470年）8月4日の京極持清の病没から始まり、永正2年（1505年）の孫・京極高清の領国統一までの34年間を指す。京極高清が後に起こした家督相続争いとは別のものである。
文明の内訌や文明の乱とも呼ばれるが、同時期にあった事変の別称でもあるため、ここでは“京極騒乱”で統一する。
- 「文明の内訌」は、同時期に起こった信濃守護小笠原氏の御家騒動。
- 「文明の乱」は、応仁の乱の別称（応仁・文明の乱）。

## 家督相続争い

### 家中分裂
応仁の乱の最中に京極氏は当主・持清と嫡男の勝秀が立て続けに病死した為、跡目を決めなくてはならなくなった。持清は嫡孫である勝秀の次男・孫童子丸よりも勝秀の長男・乙童子丸を溺愛していたため、一族・家臣の中で意見が分かれる事になる。
そして、家督を巡り勝秀の嫡子・京極孫童子丸派と勝秀の庶子・京極乙童子丸派の間で争いが起こる。孫童子丸派には持清の三男・政経と一族出の近江守護代・多賀高忠が付き、乙童子丸派には持清の次男・政光と飛騨守護代・多賀清直が付いて、京極家中を巻き込んだ事態へと発展する。文明2年（1470年）に叔父・政経を後見役に孫童子丸が家督を継ぎ近江・飛騨・出雲・隠岐守護職に補任される。
しかし、御家騒動は収まらず乙童子丸派の政光と清直は文明2年9月に西軍へ寝返り、六角高頼と和睦して孫童子丸派への攻勢を強める（高頼の従兄の六角政堯は東軍に属した）。翌年の文明3年（1471年）に孫童子丸が夭折し、新たな跡目争いが起きる。
なお、この文明3年に伯耆守護山名豊之ら西軍が京極氏の支配下にあった出雲に攻め込むが、9月になって豊之が重臣の謀反で殺害され、それを知った尼子清定ら京極軍がこれを壊滅させた（豊之の実弟である因幡守護山名豊氏もこの時戦死した可能性がある）。

### 東西両軍の激突
政光・清直らは六角政堯を討ち取ったものの、高忠の反撃で窮地に陥り、美濃小守護代の斎藤妙椿に援助を受け、文明4年（1472年）9月末に西軍の乙童子丸・政光・多賀清直・宗直父子・六角高頼・斎藤妙椿ら連合軍は孫童子丸派を破り、政経・高忠らを越前へ敗走させる。そして政光を後見役に乙童子丸が家督を継ぎ飛騨・出雲・隠岐守護職となる。同年に後見役だった政光が病死し、守護代の多賀清直・宗直父子が乙童子丸を補佐する。
出雲へ落ち延びていた政経と高忠は、文明7年（1475年）9月に出雲の国人衆を率いて上洛し、政経は幕府から近江守護に補任され、近江奪還の命令も受けた。政経・高忠は山門僧徒と信濃の小笠原家長ら東軍の支援を受けて、近江へ進攻し観音寺城下で西軍の六角高頼・京極高清（乙童子丸）・多賀清直父子の連合軍と戦い大勝する。敗れた六角勢は観音寺城へ籠城し、京極勢は江北へ撤退する。
同年10月に、美濃守護・土岐成頼と越前・尾張・遠江守護・斯波義廉の援軍が近江へ到着し、西軍の反撃が始まる。高清は西軍の六角高頼・斯波義廉・土岐成頼・斎藤妙椿ら連合軍と共に政経・高忠らを破り、高忠を京都に敗走させるも一進一退の攻防は応仁の乱後も続く。
やがて、応仁の乱は終結に向かい、応仁の乱で六角氏が西軍についたのをきっかけに京極氏が世襲することになった近江守護も、文明10年（1478年）に六角高頼が近江守護に任命されて六角氏が近江守護の地位を回復した。
なお、文明16年（1484年）に京極氏の領国の1つ出雲では、守護代の尼子経久が幕府から命じられた段銭徴収を拒否したとして幕府からの追討命令が出されている。『陰徳太平記』などの軍記物では幕命を受けた京極政経が尼子経久を追放し、流浪の末に経久が本拠地である月山富田城を奪還したとされているが、そもそも出雲の段銭は守護の職責である出雲大社の修繕・祭祀に充てるために幕府の公用には応じられないとするのは京極氏歴代の主張であり、経久の動きはその主張に沿ったものであること、更に政経と経久が対立していたとする明証も存在しておらず、後世言われるような下剋上的な性格は持っていなかったと考えられ、この事件の実像については不明な点が多い。

### 相次ぐ家督相続
文明18年（1486年）7月、出雲に下向していた政経が子の材宗と共に上洛すると、8月に高清の家臣・多賀宗直が政経父子と反乱を起こした為、高清は甲賀郡へ逃れたが、10月に江北に戻り宗直を破った。宗直は美濃へ逃れ、翌長享元年（1487年）に再起を図って江北へ戻ったが、5月に高清に敗れて自害した。
同年9月、9代将軍・足利義尚は幕府の威信回復を目指し自ら六角高頼へ征伐を行う（長享・延徳の乱）。高清は義尚に従軍したが、六角征伐の最中の長享2年（1488年）8月に政経が挙兵し、近江松尾（伊香郡）で衝突、政経・多賀経家らは敗れて伊勢梅津へ敗走した。しかし翌2年（1489年）に政経は近江国人衆の協力を得て高清を追放、高清は美濃の実力者斎藤妙純を頼り、越前敦賀、坂本へ逃れる。延徳2年（1490年）8月に政経は幕府から当主（京極氏惣領職）と認められ、合わせて高清退治も命じられた。
しかし、政経が配下の所領横領を阻止出来なかった事が10代将軍・足利義材（義尚の従弟）の怒りを買い失脚、代わりに高清が明応元年（1492年）12月に家督を認められ、翌年9月に高清は北近江に復帰する。一方の政経は出雲の守護代尼子経久を頼り下向、近江に残った材宗は抗戦を継続した。しかし、明応5年（1496年）に庇護を受けていた斎藤妙純が六角高頼に敗れて戦死すると高清も没落、美濃海津に寄留する。

### 終結
明応8年（1499年）8月、京極氏重臣・上坂家信の助力により高清は江北へと帰還する。文亀元年（1501年）6月、永正2年（1505年）の材宗の2度に渡る襲撃も退け、同年冬に材宗と箕浦の日光寺で和睦し、35年続いた家督争いを終える。但し、材宗は2年後の永正4年（1507年）に高清に自害させられている。材宗の父・政経は依然として出雲・隠岐を確保していたが翌永正5年（1508年）に病死、守護代の尼子経久が実権を握る。程なく政経の家系が断絶すると、室町幕府は高清ではなく京極高秀の玄孫にあたる経久を新しい守護として認めた（その時期は永正年間とも大永年間ともされる）。このため、京極氏は出雲・隠岐両国を失うことになった。

## 影響
高清は京極氏当主になれたが、その間に近江を除く領国（出雲・隠岐・飛騨）を守護代や国人に横領されてしまい、僅かに北近江しか残らなかった（六角高頼は幕府征討を乗り越え、明応の政変もあって南近江の支配者の地位を確保）。しかも大永3年（1523年）には自分の2人の息子を巡って近江国人が2派に分かれて、再び御家騒動を勃発させてしまい、近江国外へ追放の憂き目にあった。
そして京極氏は最終的な勝者・浅井氏の傀儡になってしまうのである。